# Nothgottes-Bruderschaft

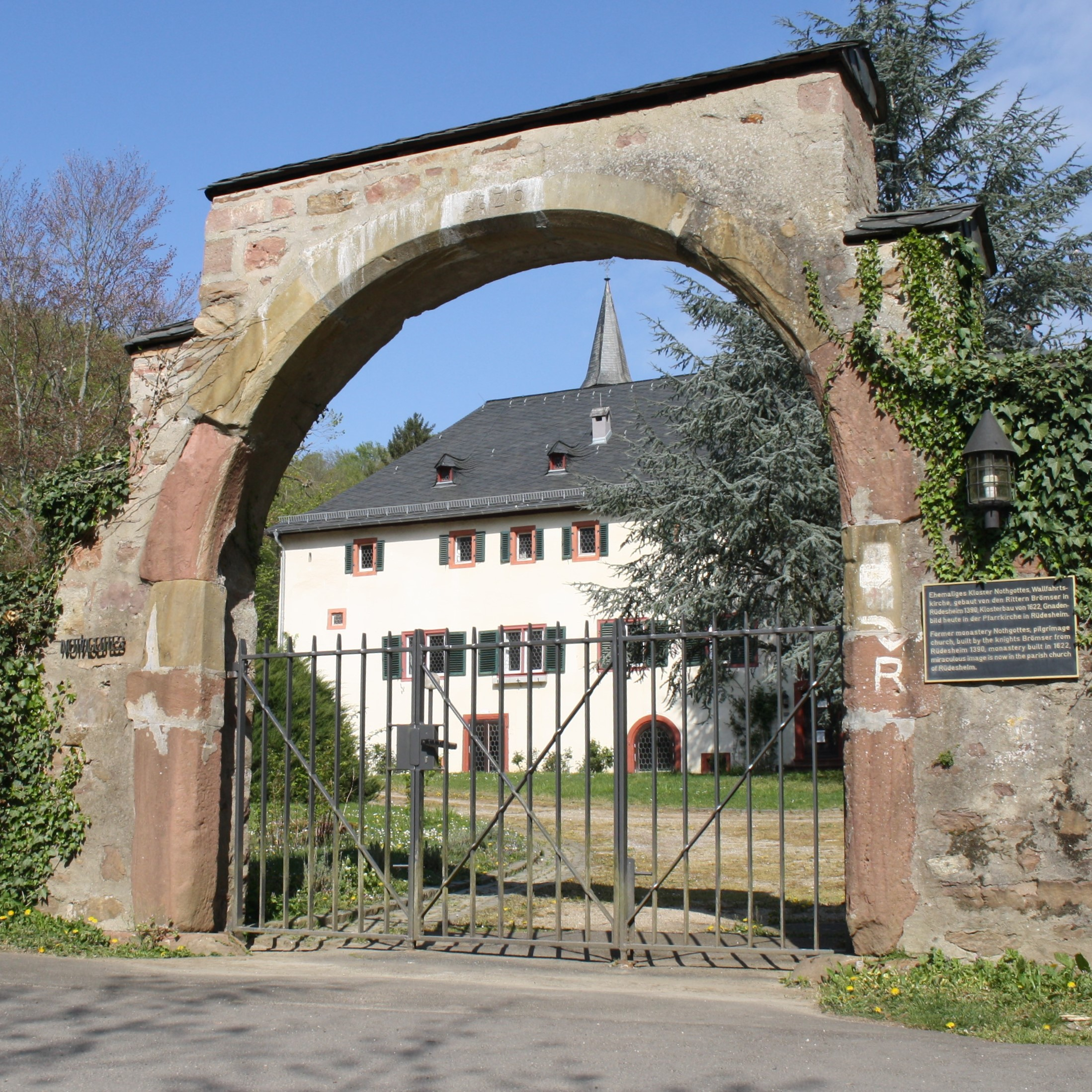
Eingangstor von Kloster Nothgottes

Die Nothgottes-Bruderschaft Kruft wurde 1928 gegründet. Sie entstand in der Tradition der Wallfahrten nach der großen Pestepidemie von 1666 und unternimmt jedes Jahr am ersten September-Wochenende eine dreitägige Fußwallfahrt von Kruft (in Rheinland-Pfalz) in den 87 Kilometer entfernten Wallfahrtsort Nothgottes oberhalb von Rüdesheim.
Ihren Ursprung hat die Pilgerfahrt in einem Gelübde während oder nach der Pestepidemie 1666. Seinerzeit versprachen die Krufter Bürger vor Gott, jährlich einmal eine Wallfahrt nach Nothgottes durchzuführen, wenn die Pestepidemie enden würde. Seitdem fand nachweislich ab dem Jahre 1674 jährlich diese Wallfahrt statt und wurde nach mündlicher Überlieferung bis heute nie unterbrochen. Besonders zu erwähnen ist die Leistung eines Pilgers, der einmal während des Zweiten Weltkrieges den Weg ganz alleine auf sich nahm, um das Versprechen an Gott nicht zu brechen.
Zum Ablauf:
Die Prozession macht sich am Freitagmittag (vor dem ersten Sonntag im September) auf den Pilgerweg. Über Ochtendung und Kobern-Gondorf endet die erste Teilstrecke am Freitagabend in Dieblich.
Am Samstag führt der längste Abschnitt die Wallfahrer von Dieblich über Naßheck nach Boppard (Mittagspause) und dann weiter immer am Rhein entlang über Hirzenach und St. Goar bis nach Oberwesel.
Am Sonntagmorgen starten die Pilger nach einer Messfeier in der Liebfrauenkirche (Oberwesel) rheinaufwärts über Niederheimbach bis kurz hinter Trechtingshausen.
Dort wurde im Jahr 2012 ein Basaltgedenkstein zu Ehren der dort verunglückten Pilger errichtet.
Von einem Schiffsanleger unterhalb der Burg Rheinstein wird der Rhein mit dem Schiff nach Assmannshausen überquert. 
Nach der Mittagspause werden an der Maria-Hilf-Kapelle, auch Krufter Kapelle genannt, in Assmannshausen diejenigen Pilger geehrt, für die es die 25., 40., 50. oder 55. Teilnahme ist (letztere Ehrung wurde 2018 erstmals vorgenommen). Von dort aus geht es weiter über Aulhausen, wo in der Ortskirche St. Petronilla eine kurze Andacht gehalten wird, durch den Wald bis zum Ziel in Nothgottes. Letzter Teil der Wallfahrt ist der Transport des Gnadenbildes vom Blutschwitzenden Heiland von Nothgottes in die Ortskirche St. Jakobus  in Rüdesheim am Rhein. 
Die Bruderschaft zählte 2015 342 Mitglieder. Die Anzahl der Pilger sank in den letzten Jahren stetig. Nahmen in den 1990er-Jahren in der Regel mehr als 100 Pilger an der Wallfahrt teil, so ist die Zahl inzwischen auf unter 60 gesunken, mit weiter fallender Tendenz.
Die Leitung der Prozession wird von zwei Pilgerführern übernommen. Sie sind nicht nur die Vorbeter, sondern auch für den Ablauf und die Organisation zuständig und verantwortlich. Jedes Jahr wird im Anschluss an die Wallfahrt an der Leyendeckerkapelle neben der Wallfahrtskirche Nothgottes der neue Jungpilgerführer für die kommende Wallfahrt bestimmt. Er wirkt im weiteren Folgejahr als Altpilgerführer. Im Jahr 2004/2005 gab es erstmals einen weiblichen Pilgerführer.

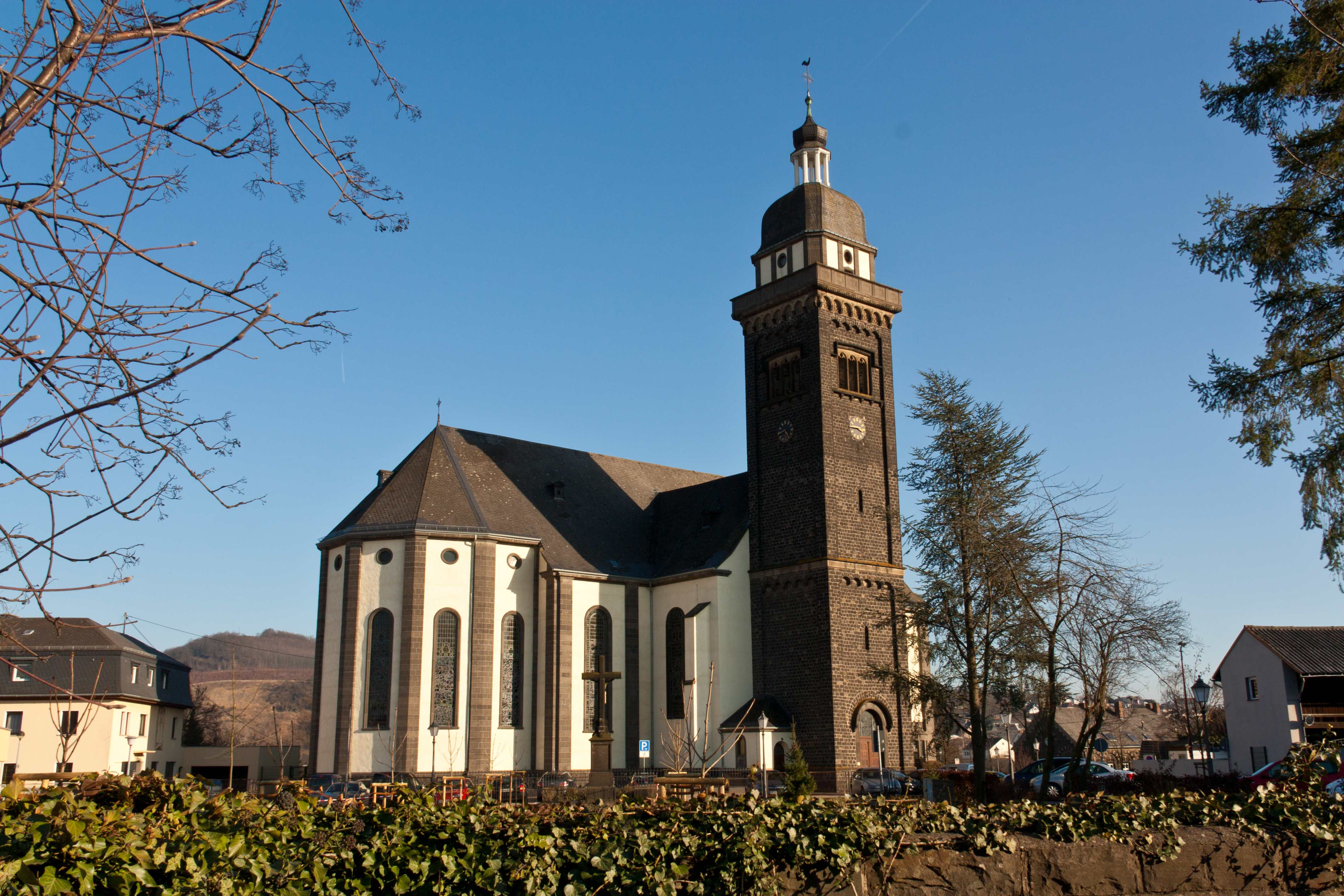
Die Krufter Pfarrkirche St. Dionysius
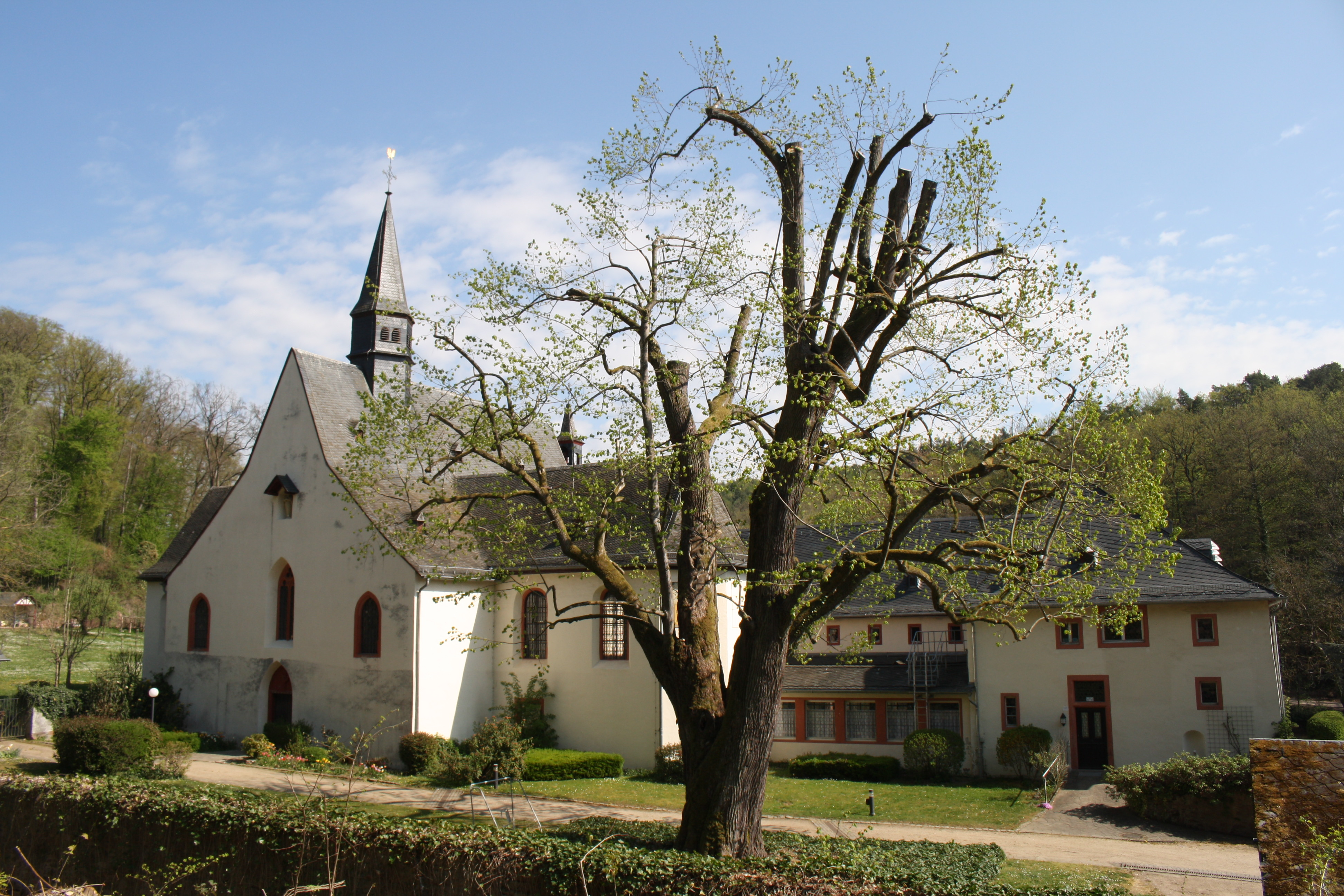
Kloster Nothgottes
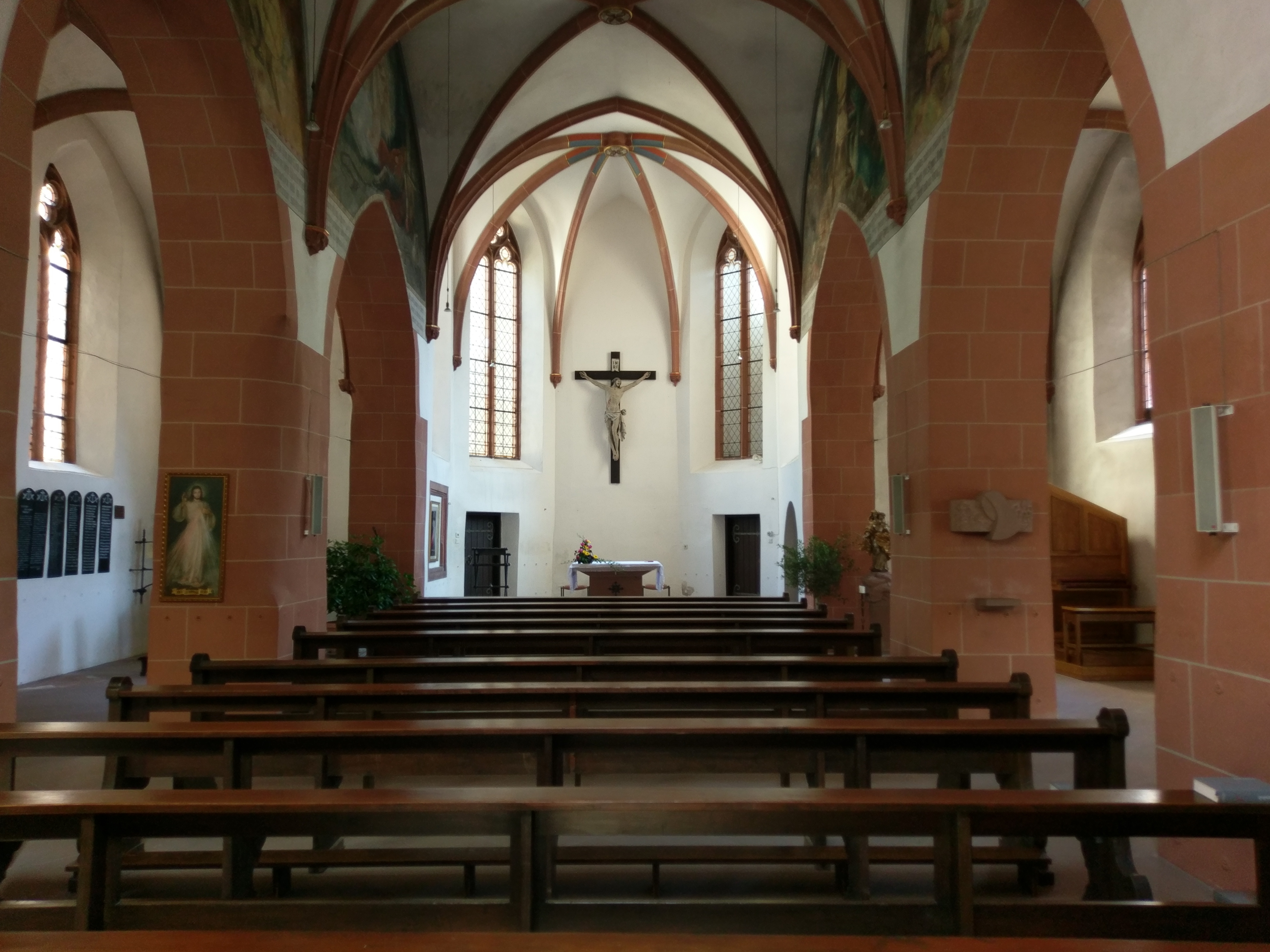
Klosterkirche innen
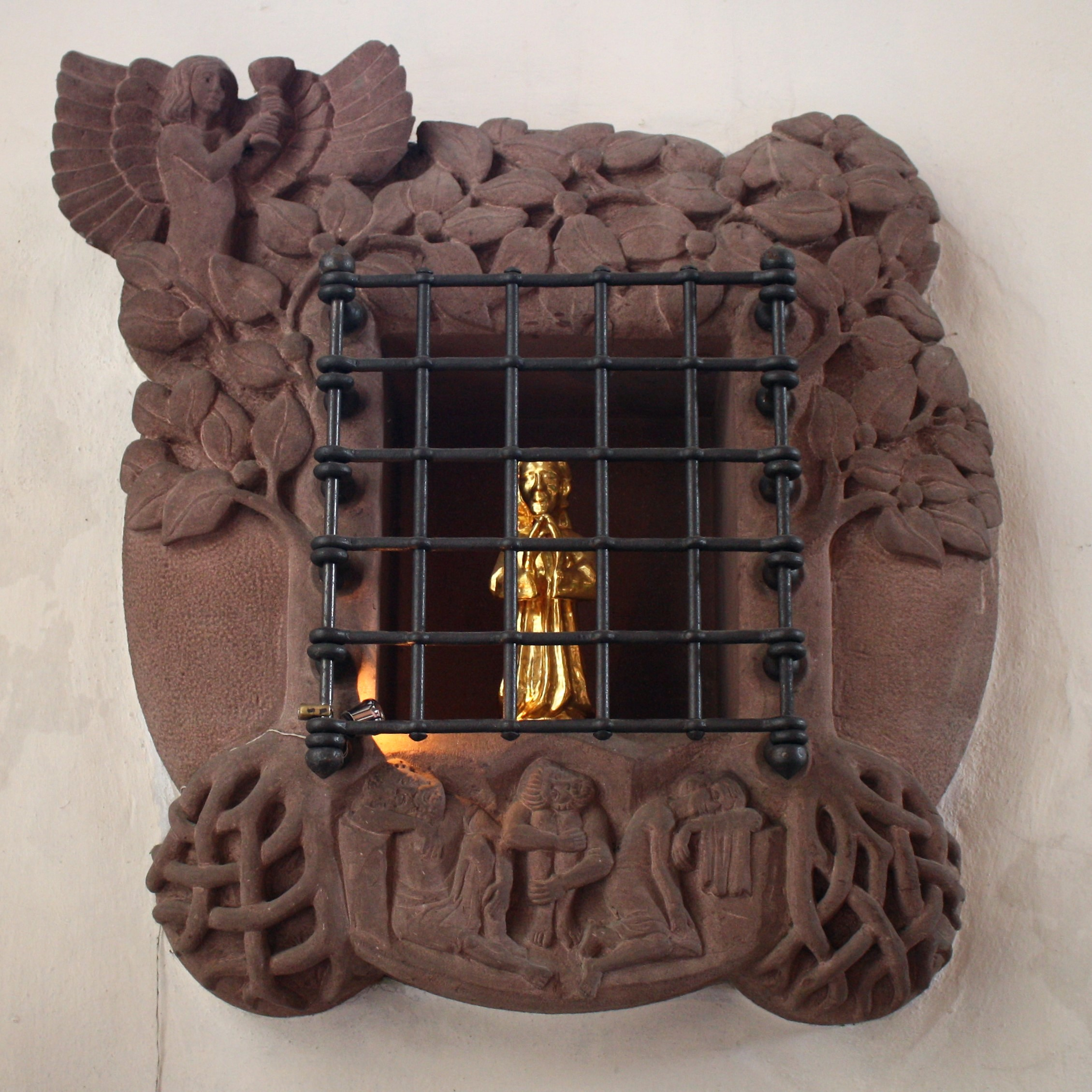
Kopie des, aus dem frühen 14. Jahrhundert stammenden, Gnadenbildes in der Klosterkirche. Das Original befindet sich, seit der Säkularisation (1813), in der Kirche St. Jakobus in Rüdesheim.
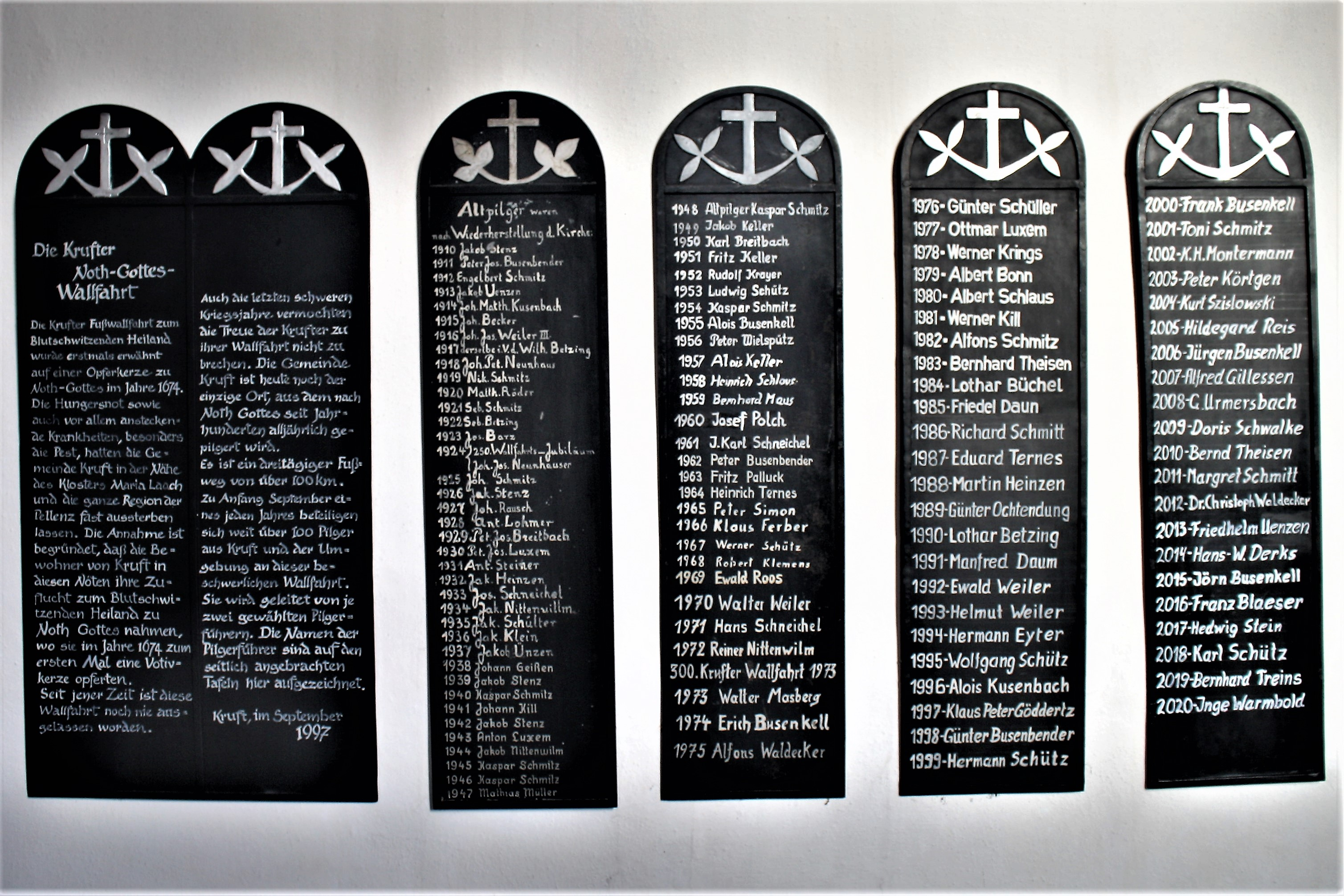
Tafeln mit der Geschichte und den Pilgerführern der Krufter Wallfahrt in der Klosterkirche.
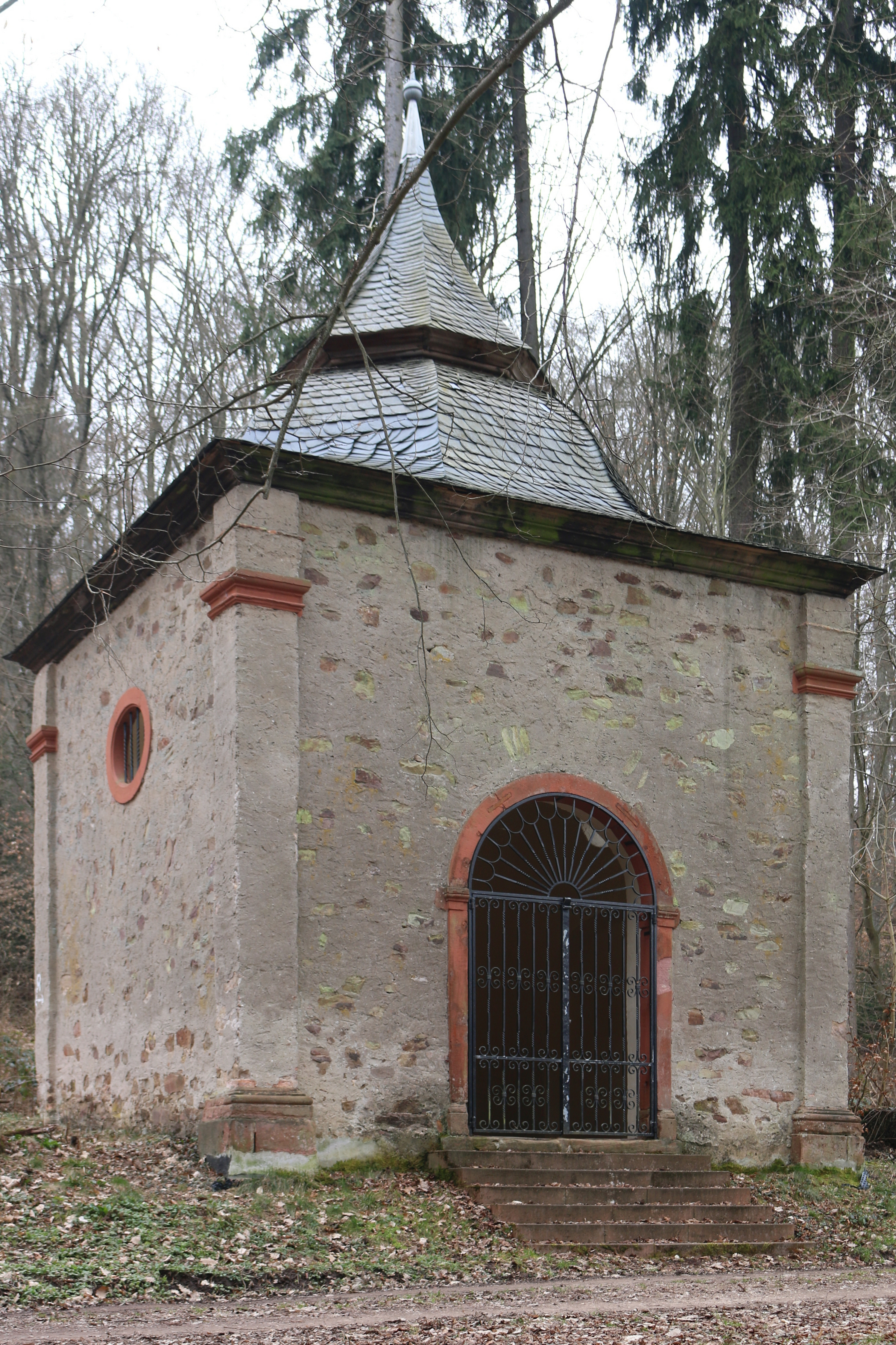
Leyendeckerkapelle